# Hani Rashid
 (janvier 2017).
Si vous disposez d'ouvrages ou d'articles de référence ou si vous connaissez des sites web de qualité traitant du thème abordé ici, merci de compléter l'article en donnant les références utiles à sa vérifiabilité et en les liant à la section « Notes et références ».
Hani Rashid (né en 1958 au Caire) est un architecte canadien.

## Biographie
Né d'un père égyptien et d'une mère britannique, Hani Rashid grandit en Angleterre et au Canada. Il est le frère du designer Karim Rashid. Il reçoit en 1983 son BA d'architecture de l'Université d'Ottawa (Canada) et un master d'architecture en 1986 de la Cranbrook Academy of Art.
En 1988, il cofonde avec Lise-Anne Couture, Asymptote, bureau d'architecture et de recherche, basé à New York.

## Enseignement
Hani Rashid enseigne depuis 1989 à l'Université Columbia. En 1995, il codéveloppe le programme de « design numérique » de l'université. Il enseigne ponctuellement à la Royal Danish Academy à Copenhague, au Southern California Institute of Architecture à Los Angeles, à Harvard, et l'École Städel de Francfort et à l'ETH de Zurich.